# Hancockia uniflora
Hancockia uniflora – gatunek roślin z monotypowego rodzaju Hancockia z rodziny storczykowatych (Orchidaceae). Rośliny występują w Azji Południowo-Wschodniej w południowo-centralnych Chinach, Japonii, Wietnamie, na Tajwanie i na wyskach Riukiu.

## Systematyka
Gatunek sklasyfikowany do plemienia Collabieae, podrodzina epidendronowe (Epidendroideae), rodzina storczykowate (Orchidaceae), rząd szparagowce (Asparagales) w obrębie roślin jednoliściennych.